# Světový pohár v ledolezení 2015
Světový pohár v ledolezení 2015 se uskutečnil na přelomu roku 2014 a 2015 v šesti zemích v Severní Americe, Asii a Evropě. Zahájen byl 11. prosince 2014 v americkém Bozemanu prvním závodem Světového poháru v ledolezení v disciplínách ledolezení na obtížnost a rychlost, pod patronací Mezinárodní horolezecké federace (UIAA). Mistrovství světa v ledolezení 2015 se konalo zároveň na závodech světového poháru v Rabensteinu (obtížnost) a Kirově (rychlost) a výsledky závodů se započítávaly do celkového hodnocení světového poháru.
Za České horolezce se tří závodů ze šesti zúčastnil Milan Dvořáček, který v ledolezení na rychlost skončil celkově na 25. místě, s nejlepším výsledkem ze 13. místa ve švýcarském Saas-Fee.

## Přehledy závodů
| Kalendář závodů SP 2015 v ledolezení | Kalendář závodů SP 2015 v ledolezení | Kalendář závodů SP 2015 v ledolezení | Kalendář závodů SP 2015 v ledolezení | Kalendář závodů SP 2015 v ledolezení | Kalendář závodů SP 2015 v ledolezení | Kalendář závodů SP 2015 v ledolezení | Kalendář závodů SP 2015 v ledolezení |
| Datum                                | Místo                                | Země                                 | Web                                  | Počet závodníků                      | Počet závodníků                      | Počet zemí                           | Počet zemí                           |
| Datum                                | Místo                                | Země                                 | Web                                  | obtížnost                            | rychlost                             | obtížnost                            | rychlost                             |
| ------------------------------------ | ------------------------------------ | ------------------------------------ | ------------------------------------ | ------------------------------------ | ------------------------------------ | ------------------------------------ | ------------------------------------ |
| 11.-14. prosince 2014                | Bozeman                              | Spojené státy americké               |                                      | x                                    | x                                    | x                                    | x                                    |
| 10.-11. ledna 2015                   | Čchongsong                           | Jižní Korea                          |                                      | x                                    | x                                    | x                                    | x                                    |
| 23.-24. ledna 2015                   | Saas-Fee                             | Švýcarsko                            | Iceclimbingworldcup                  | x                                    | x                                    | x                                    | x                                    |
| 30. ledna - 1. února 2015            | Rabenstein                           | Itálie                               | Eisklettern.it                       | 50+14                                | 29+16                                | 15+7                                 | 11+7                                 |
| 5.-7. února 2015                     | Champagny                            | Francie                              |                                      | x                                    | x                                    | x                                    | x                                    |
| 6.-8. března 2015                    | Kirov                                | Rusko                                | Iceclimbcupkirov                     | 50+                                  | 47+                                  | x                                    | x                                    |
| Celkem                               | 6                                    | 6                                    | Iceclimbingworldcup                  | x                                    | x                                    | x                                    | x                                    |

### Muži
| Výsledky SP v ledolezení na obtížnost 2015 - muži | Výsledky SP v ledolezení na obtížnost 2015 - muži | Výsledky SP v ledolezení na obtížnost 2015 - muži | Výsledky SP v ledolezení na obtížnost 2015 - muži | Výsledky SP v ledolezení na obtížnost 2015 - muži | Výsledky SP v ledolezení na obtížnost 2015 - muži | Výsledky SP v ledolezení na obtížnost 2015 - muži | Výsledky SP v ledolezení na obtížnost 2015 - muži | Výsledky SP v ledolezení na obtížnost 2015 - muži | Výsledky SP v ledolezení na obtížnost 2015 - muži |
| Pořadí                                            | Jméno                                             | Země                                              | Body                                              | Bozeman                                           | Čchongsong                                        | Saas-Fee                                          | Rabenstein                                        | Champagny                                         | Kirov                                             |
| ------------------------------------------------- | ------------------------------------------------- | ------------------------------------------------- | ------------------------------------------------- | ------------------------------------------------- | ------------------------------------------------- | ------------------------------------------------- | ------------------------------------------------- | ------------------------------------------------- | ------------------------------------------------- |
| 1.                                                | Maxim Tomilov                                     | Rusko                                             | 480                                               | 1. 100                                            | 1. 100                                            | 1. 100                                            | 1. 100                                            | 7. 43                                             | 2. 80                                             |
| 2.                                                | Pak Hi-jong                                       | Jižní Korea                                       | 368                                               | 2. 80                                             | 3. 65                                             | 25. 6                                             | 2. 80                                             | 1. 100                                            | 7. 43                                             |
| 3.                                                | Alexej Tomilov                                    | Rusko                                             | 275                                               | 5. 51                                             | 12. 28                                            | 6. 47                                             | 3. 65                                             | 3. 65                                             | 6. 47                                             |
| počet finalistů                                   | počet finalistů                                   | počet finalistů                                   | počet finalistů                                   |                                                   |                                                   |                                                   | 8                                                 |                                                   | 8                                                 |
| počet semifinalistů                               | počet semifinalistů                               | počet semifinalistů                               | počet semifinalistů                               |                                                   |                                                   |                                                   | 19                                                |                                                   | 18                                                |
| bodovaných závodníků                              | bodovaných závodníků                              | bodovaných závodníků                              | 76                                                | 30                                                | 31                                                | 30                                                | 31                                                | 31                                                | 30                                                |
| celkový počet závodníků                           | celkový počet závodníků                           | celkový počet závodníků                           | -                                                 |                                                   |                                                   |                                                   | 50                                                |                                                   | 50                                                |

| Výsledky SP v ledolezení na rychlost 2015 - muži | Výsledky SP v ledolezení na rychlost 2015 - muži | Výsledky SP v ledolezení na rychlost 2015 - muži | Výsledky SP v ledolezení na rychlost 2015 - muži | Výsledky SP v ledolezení na rychlost 2015 - muži | Výsledky SP v ledolezení na rychlost 2015 - muži | Výsledky SP v ledolezení na rychlost 2015 - muži | Výsledky SP v ledolezení na rychlost 2015 - muži | Výsledky SP v ledolezení na rychlost 2015 - muži | Výsledky SP v ledolezení na rychlost 2015 - muži |
| Pořadí                                           | Jméno                                            | Země                                             | Body                                             | Bozeman                                          | Čchongsong                                       | Saas-Fee                                         | Rabenstein                                       | Champagny                                        | Kirov                                            |
| ------------------------------------------------ | ------------------------------------------------ | ------------------------------------------------ | ------------------------------------------------ | ------------------------------------------------ | ------------------------------------------------ | ------------------------------------------------ | ------------------------------------------------ | ------------------------------------------------ | ------------------------------------------------ |
| 1.                                               | Nikolaj Kuzovlev                                 | Rusko                                            | 402                                              | 1. 100                                           | 1. 100                                           | 1. 100                                           | 5. 51                                            | 5. 51                                            | 5. 51                                            |
| 2.                                               | Vladimir Kartašev                                | Rusko                                            | 357                                              | -                                                | 5. 51                                            | 5. 51                                            | 1. 100                                           | 1. 100                                           | 4. 55                                            |
| 3.                                               | Jegor Trapeznikov                                | Rusko                                            | 330                                              | 2. 80                                            | 3. 65                                            | 4. 55                                            | 3. 65                                            | 16. 20                                           | 3. 65                                            |
|                                                  |                                                  |                                                  |                                                  |                                                  |                                                  |                                                  |                                                  |                                                  |                                                  |
| 25.                                              | Milan Dvořáček                                   | Česko                                            | 41                                               | -                                                | -                                                | 13. 26                                           | 19. 14                                           | 30. 1                                            | -                                                |
| počet finalistů                                  | počet finalistů                                  | počet finalistů                                  | počet finalistů                                  |                                                  |                                                  |                                                  | -                                                |                                                  | 8/4                                              |
| počet semifinalistů                              | počet semifinalistů                              | počet semifinalistů                              | počet semifinalistů                              |                                                  |                                                  |                                                  | 18                                               |                                                  | 16                                               |
| bodovaných závodníků                             | bodovaných závodníků                             | bodovaných závodníků                             | 84                                               | 29                                               | 26                                               | 30                                               | 27                                               | 30                                               | 30                                               |
| celkový počet závodníků                          | celkový počet závodníků                          | celkový počet závodníků                          | -                                                |                                                  |                                                  |                                                  | 29                                               |                                                  | 47                                               |

### Ženy
| Výsledky SP v ledolezení na obtížnost 2015 - ženy | Výsledky SP v ledolezení na obtížnost 2015 - ženy | Výsledky SP v ledolezení na obtížnost 2015 - ženy | Výsledky SP v ledolezení na obtížnost 2015 - ženy | Výsledky SP v ledolezení na obtížnost 2015 - ženy | Výsledky SP v ledolezení na obtížnost 2015 - ženy | Výsledky SP v ledolezení na obtížnost 2015 - ženy | Výsledky SP v ledolezení na obtížnost 2015 - ženy | Výsledky SP v ledolezení na obtížnost 2015 - ženy | Výsledky SP v ledolezení na obtížnost 2015 - ženy |
| Pořadí                                            | Jméno                                             | Země                                              | Body                                              | Bozeman                                           | Čchongsong                                        | Saas-Fee                                          | Rabenstein                                        | Champagny                                         | Kirov                                             |
| ------------------------------------------------- | ------------------------------------------------- | ------------------------------------------------- | ------------------------------------------------- | ------------------------------------------------- | ------------------------------------------------- | ------------------------------------------------- | ------------------------------------------------- | ------------------------------------------------- | ------------------------------------------------- |
| 1.                                                | Angelika Rainer                                   | Itálie                                            | 357                                               | 5. 51                                             | -                                                 | 1. 100                                            | 2. 80                                             | 1. 100                                            | 13. 26                                            |
| 2.                                                | Petra Klingler                                    | Švýcarsko                                         | 353                                               | 7. 43                                             | -                                                 | 3. 65                                             | 3. 65                                             | 2. 80                                             | 1. 100                                            |
| 3.                                                | Song Han Na Le                                    | Jižní Korea                                       | 347                                               | 6. 47                                             | 1. 100                                            | 2. 80                                             | 11. 31                                            | 3. 65                                             | 4. 55                                             |
| počet finalistek                                  | počet finalistek                                  | počet finalistek                                  | počet finalistek                                  |                                                   |                                                   |                                                   | 8                                                 |                                                   | 8                                                 |
| počet semifinalistek                              | počet semifinalistek                              | počet semifinalistek                              | počet semifinalistek                              |                                                   |                                                   |                                                   | 22                                                | x                                                 | 18                                                |
| bodovaných závodnic                               | bodovaných závodnic                               | bodovaných závodnic                               | 68                                                | 18                                                | 31                                                | 30                                                | 27                                                | 26                                                | 30                                                |
| celkový počet závodnic                            | celkový počet závodnic                            | celkový počet závodnic                            | -                                                 |                                                   |                                                   |                                                   | 27                                                | x                                                 | 34                                                |

| Výsledky SP v ledolezení na rychlost 2015 - ženy | Výsledky SP v ledolezení na rychlost 2015 - ženy | Výsledky SP v ledolezení na rychlost 2015 - ženy | Výsledky SP v ledolezení na rychlost 2015 - ženy | Výsledky SP v ledolezení na rychlost 2015 - ženy | Výsledky SP v ledolezení na rychlost 2015 - ženy | Výsledky SP v ledolezení na rychlost 2015 - ženy | Výsledky SP v ledolezení na rychlost 2015 - ženy | Výsledky SP v ledolezení na rychlost 2015 - ženy | Výsledky SP v ledolezení na rychlost 2015 - ženy |
| Pořadí                                           | Jméno                                            | Země                                             | Body                                             | Bozeman                                          | Čchongsong                                       | Saas-Fee                                         | Rabenstein                                       | Champagny                                        | Kirov                                            |
| ------------------------------------------------ | ------------------------------------------------ | ------------------------------------------------ | ------------------------------------------------ | ------------------------------------------------ | ------------------------------------------------ | ------------------------------------------------ | ------------------------------------------------ | ------------------------------------------------ | ------------------------------------------------ |
| 1.                                               | Jekatěrina Feoktistovová                         | Rusko                                            | 382                                              | -                                                | 1. 100                                           | 6. 47                                            | 2. 80                                            | 1. 100                                           | 4. 55                                            |
| 2.                                               | Jekatěrina Koščejevová                           | Rusko                                            | 375                                              | -                                                | 4. 55                                            | 1. 100                                           | 3. 65                                            | 4. 55                                            | 1. 100                                           |
| 3.                                               | Marija Krasavinová                               | Rusko                                            | 346                                              | -                                                | 3. 65                                            | 3. 65                                            | 1. 100                                           | 5. 51                                            | 3. 65                                            |
| počet finalistek                                 | počet finalistek                                 | počet finalistek                                 | počet finalistek                                 |                                                  |                                                  |                                                  | -                                                |                                                  | 8/4                                              |
| počet semifinalistek                             | počet semifinalistek                             | počet semifinalistek                             | počet semifinalistek                             |                                                  |                                                  |                                                  | -                                                |                                                  | 16                                               |
| bodovaných závodnic                              | bodovaných závodnic                              | bodovaných závodnic                              | 52                                               | 11                                               | 14                                               | 18                                               | 16                                               | 16                                               | 31                                               |
| celkový počet závodnic                           | celkový počet závodnic                           | celkový počet závodnic                           | -                                                |                                                  |                                                  |                                                  | 16                                               |                                                  | 31                                               |